# Supermetrics
Supermetrics es una empresa de software finlandesa especializada en la tecnología de marketing. La herramienta desarrollada por la empresa permite recopilar, monitorear y analizar datos relacionados con el marketing digital en diversas plataformas. Entre los clientes de Supermetrics se encuentran grupos internacionales de publicidad, medios y productos de consumo.

## Historia

### 2010–2019
La idea del primer producto de Supermetrics surgió cuando Mikael Thuneberg trabajaba en Sulake y analizaba la efectividad del marketing de los clientes de Sulake en el mundo virtual de Habbo Hotel. Mientras buscaba una herramienta que automatizara la recopilación de datos, encontró en un foro de Google un anuncio en el que Google preguntaba si alguien sabía programar una herramienta que conectara Google Analytics con Microsoft Excel. Thuneberg logró desarrollar la solución, la compartió en internet y fue recompensado con una prometida camiseta de Google y una mención en el blog de Google Analytics. La visibilidad obtenida por la aplicación generó tanta demanda internacional, que en 2010 dejó su trabajo y fundó una empresa unipersonal. Desarrolló una herramienta que recopilaba datos de marketing, por ejemplo, desde redes sociales hacia Excel o los servicios de Google. Después de trabajar a tiempo parcial también en otros lugares durante tres años, convirtió su empresa en una sociedad por acciones y adoptó el nombre de Supermetrics.
En 2015, Google pidió la ayuda de Thuneberg para desarrollar un complemento encargado de la recopilación de datos para su nuevo producto, lo que llevó a la contratación del primer empleado de la empresa. Al año siguiente, la empresa tenía alrededor de 4,000 clientes, un tercio de ellos en Estados Unidos. Entre sus clientes se encontraban empresas como BBC, Dyson y Rovio Entertainment.
La empresa llevó a cabo su primera ronda de financiación en noviembre de 2017 a través de Slush.  La empresa finlandesa de capital riesgo Open Ocean invirtió 3,5 millones de euros en Supermetrics, que en ese momento era socio de Google en el producto Data Studio. Al año siguiente, la empresa estableció su primer equipo de ventas, en el que se contrataron más de diez vendedores en un año.
En enero de 2019, la empresa inició una colaboración con Microsoft en relación con el producto de informes PowerBI. En la primavera, Supermetrics, en conjunto con Google, desarrolló una herramienta de almacenamiento de datos sin necesidad de programación para BigQuery. La empresa abrió oficinas en Lituania y Estados Unidos. La expansión a Lituania se debió a la escasez de programadores en Finlandia. Entre los nuevos accionistas se encontraban la empresa estadounidense Pharus NY, Lars Björk, exdirector ejecutivo de Qlik, y Andrew Somosi, director de producto de Nielsen. En ese momento, la empresa contaba con casi 50 empleados. Su facturación creció aproximadamente un 770 % entre 2017 y 2019, alcanzando los 13,6 millones de euros.

### 2020–
A principios de 2020, Supermetrics contrató a su primer director financiero. En la primavera, durante una ronda de financiación, la empresa fue valorada en aproximadamente 250 millones de euros.  Se recibieron inversiones por un total de 40 millones de euros de parte del fondo Highland Europe, Ilkka Paananen e Institutional Venture Partners. El ingreso de Supermetrics fue de aproximadamente 23 millones de euros, con una ganancia de más de 8 millones de euros. A finales de 2021, la empresa contaba con alrededor de 200 empleados en Finlandia, Lituania y Estados Unidos.
La empresa abrió una oficina en Dublín en 2022. Como resultado de una adquisición realizada en 2020, Google renombró Google Data Studio como Looker Studio. En el nuevo Looker Studio se integraron, además de las tecnologías de Data Studio y Looker, tecnologías relacionadas con inteligencia artificial y aprendizaje automático.
En enero de 2023, Supermetrics adoptó un modelo de dirección con dos CEO, cuando Anssi Rusi se unió al fundador de la empresa, Mikael Thuneberg, en el liderazgo. Un año después, Thuneberg dejó el cargo de director ejecutivo, pero continuó como presidente del consejo de administración de la empresa.

## Organización
En 2024, Supermetrics contaba con más de 360 empleados. La empresa tenía oficinas en Dublín, Helsinki, Singapur y Vilna.
Thuneberg posee la mayoría de las acciones de la empresa.
Supermetrics es uno de los socios más importantes de HubSpot y el principal socio de Google para Looker Studio  Anteriormente, también ha sido socio de Google en tres otras herramientas.

## Productos
Los productos de la empresa se centran en el procesamiento y análisis de datos de marketing. Con sus herramientas, los datos de marketing pueden integrarse, por ejemplo, en Microsoft Excel, Looker Studio, Google Sheets o el almacén de datos BigQuery de Google. La información puede extraerse de plataformas como X, Facebook, LinkedIn, YouTube, Reddit, HubSpot, Salesforce o la tienda onlide de Shopify. Las funciones de aprendizaje automático analizan qué tipos de imágenes y textos han tenido mejor rendimiento.
Los primeros productos de Supermetrics eran soluciones de autoservicio asequibles, que los responsables de marketing de las empresas podían implementar por sí mismos. A partir de 2020, la empresa comenzó a ofrecer productos diseñados específicamente para empresas más grandes, los cuales pueden integrarse en sus propios sistemas de información.

## Mercado
En 2020, se estimó que las herramientas de Supermetrics se utilizaban para analizar más del diez por ciento de todo el marketing digital a nivel mundial. Aproximadamente la mitad de los clientes de la empresa eran agencias de marketing. Al año siguiente, la empresa estimó que cerca de un millón de organizaciones utilizaban sus servicios directamente o a través de agencias de marketing.
En enero de 2022, la empresa tenía más de 17,000 clientes. Entre sus clientes se encontraban, entre otros, Canon Inc., Dyson, HubSpot, LinkedIn, Nestlé, Pfizer y Volvo.

## Reconocimientos
- En 2019, Supermetrics fue incluida en la lista Technology Fast 50 de Deloitte.[12]
- En 2020, la empresa recibió el Premio a la Internacionalización del Presidente de la República de Finlandia[26]